# Giovani Edgar Arana
Giovani Edgar Arana (La Paz, 23 de março de 1974) é prelado boliviano da Igreja Católica Romana, atual ordinário da Diocese de El Alto.

## Biografia
Arana nasceu no dia 23 de março de 1974, em La Paz, Bolívia. Completou seus estudos de Filosofia e Teologia no Seminário Maior São Jerônimo, na capital do país. Foi ordenado sacerdote em 8 de dezembro de 2004 e frequentou o Centro São Pedro Favre para a Formação ao Sacerdócio e à Vida Consagrada da Pontifícia Universidade Gregoriana de Roma, onde, em 5 de junho de 2009, obteve o diploma em Formação Sacerdotal.
Como presbítero, desempenhou os seguintes ofícios ministeriais: vigário na Paróquia Família de Nazaré em La Paz (2005-2006); formador no Seminário Maior São Jerônimo, em La Paz (2007-2008); administrador paroquial da Paróquia Nossa Senhora da Candelária, em La Paz (2010-2015); diretor diocesano do Movimento de Schöenstatt (2010-2013); vice-reitor do Seminário Maior São Jerônimo, em La Paz (2014-2015); subsecretário para a Pastoral da Conferência Episcopal Boliviana (2013-2015). reitor do Seminário Maior São Jerônimo (2016-2018).
Em 27 de março de 2018, o Papa Francisco o nomeou bispo titular de Muteci e auxiliar da Diocese de El Alto. O bispo de El Alto, Dom Eugenio Scarpellini, o consagrou bispo em 25 de julho do mesmo ano. Os co-consagrantes foram o arcebispo de La Paz, Dom Edmundo Luis Flavio Abastoflor Montero, e o arcebispo de Cochabamba, Dom Oscar Omar Aparicio Céspedes.
Dom Eugenio Scarpellini pereceu à pandemia de covid-19 em 15 de julho de 2020, o Sumo Pontífice nomeou Dom Giovani como administrador apostólico da então vacante Diocese de El Alto. Em 30 de março de 2021, o Papa Francisco o confirmou como bispo de El Alto.